# (500109) 2012 BS94
(500109) 2012 BS94 es un asteroide perteneciente al cinturón de asteroides, descubierto el 27 de enero de 2012 por el equipo del Mount Lemmon Survey desde el Observatorio del Monte Lemmon, Arizona, Estados Unidos.

## Designación y nombre
Designado provisionalmente como 2012 BS94.

## Características orbitales
2012 BS94 está situado a una distancia media del Sol de 2,367 ua, pudiendo alejarse hasta 2,777 ua y acercarse hasta 1,957 ua. Su excentricidad es 0,173 y la inclinación orbital 5,008 grados. Emplea 1330,59 días en completar una órbita alrededor del Sol.

## Características físicas
La magnitud absoluta de 2012 BS94 es 18,4.